# Aega microphthalma
Aega microphthalma là một loài chân đều trong họ Aegidae. Loài này được Dana miêu tả khoa học năm 1853.